# 이원중
이원중(1995년 4월 6일 ~ )은 대한민국의 배구 선수이자 수원 한국전력 빅스톰의 세터이다.

## 선수 경력
2018-2019시즌 신인드래프트에서 1라운드 6순위로 세터자원이 급했던 천안 현대캐피탈 스카이워커스에 지명되었다. 전국체전 참가로 인해 10월 17일 밤에 팀에 합류하였다. 훈련한지 2일만인 10월 20일에 대전 삼성화재 블루팡스와의 V클래식 매치에서 2세트에 출장하여 팀의 3-1 승리를 이끌었다.

## 출신학교
- 동인초등학교
- 옥천중학교
- 옥천고등학교
- 성균관대학교